# Jacob Kjer
Jacob Kjer (* 17. April 1825 in Sisimiut; † 13. Januar 1905 in Frederiksberg) war ein dänischer Missionar in Grönland und Pastor.

## Leben
Jacob Kjer wurde in Sisimiut geboren, wo sein Vater Knud Kjer (1802–1865) als Missionar tätig war. Seine Mutter war die zweite Frau seines Vaters, Caroline Christiane Røhe (1804–1874), Tochter des Kirchendieners Frederik Ludvig Røhe und seiner Frau Margrethe Cathrine Hansen. Jacob besuchte die Kathedralschule in Aarhus und wurde 1846 Student. Am 20. Januar 1853 schloss er ein Theologiestudium ab. Im selben Jahr begann er am Grönländischen Seminarium zu studieren. Am 24. Dezember 1854 heiratete er in Kopenhagen Caroline Ferdinandine Margrethe Berth (1828–?), Tochter des Rittmeisters Jacob Berth (1775–1849) und seiner Frau Christiane von Scheel (1783–1837), die wiederum eine Tochter des Geheimstaatsminsters Jørgen Erik Scheel (1737–1795) war.
Nach der zweijährigen Weiterbildung am Grönländischen Seminarium wurde er am 28. März 1855 zum Missionar uns Seminariumslehrer in Ilulissat ernannt und am 25. April ordiniert. 1857 wurde er nach Sisimiut versetzt, war aber auch für Maniitsoq zuständig. 1865 durfte er die Kirche von Maniitsoq einweihen. 1868 kehrte er nach Dänemark zurück und wurde am 4. Juli 1870 zum Pastor im Ansager Sogn ernannt, musste das Amt aber bereits am 24. September desselben Jahres wegen Schwerhörigkeit aufgeben. Anschließend war er noch bis 1886 Hilfspastor in verschiedenen Sognen auf Sjælland, darunter alleine zehn Jahre lang im Undløse Sogn und Søndersted Sogn.
Jacob Kjer war in Grönland ab 1858 als Autor in der Atuagagdliutit aktiv. Er wirkte an der Überholung des grönländischen Psalmenbuchs mit, wobei er mehrere eigene Kirchenlieder hinzufügte. Darüber hinaus war er Mitautor eines grönländischen Katechismus, Ritualbuchs und Altarbuchs. 1880 veröffentlichte er mit Atuainiutit das erste grönländische Lesebuch. 1887 übersetzte er die Bibelgeschichte von Ludvig Christian Müller ins Grönländische (Atuagarssuarnĩtut oĸalugtuat pingârnerssait). 1893 veröffentlichte er zusammen mit Christian Rasmussen ein Grönländisch-Dänisches Wörterbuch. Zusammen mit Christian Rasmussen und Haldor Ferdinand Jørgensen beendete er 1900 die grönländische Bibelübersetzung. Er starb fünf Jahre später im Alter von 79 Jahren.